# یوآنا تژپیه‌چینسکا
یوآنا تژپیه‌چینسکا (لهستانی: Joanna Trzepiecińska؛ زادهٔ ۷ سپتامبر ۱۹۶۵) بازیگر و صداپیشه اهل لهستان است.
او دختر یک داروساز و یک مهندس و مدیر کارخانه نساجی است و خواهری پنج سال کوچکتر از خود دارد. او از یک مدرسه موسیقی دولتی در رشته پیانو و از مدرسه موسیقی متوسطه در رشته فلوت فارغ التحصیل شد. در سال 1988، از مدرسه درام دولتی در ورشو دیپلم گرفت.
از فیلم‌ها یا مجموعه‌های تلویزیونی که وی در آن‌ها نقش داشته‌است، می‌توان به خون بی‌گناه، سرگذشت استاد تواردوفسکی، خانواده جایگزین، در خیابان سپولنی و خانه کشیش اشاره نمود.